# 더 언홀리
《더 언홀리》(영어: The Unholy, 포스터에는 THE UNHOLY로 표기)는 미국에서 제작된 에번 스필리오토풀러스 감독의 2021년 초자연 공포 영화이다. 제프리 딘 모건, 윌리엄 새들러, 케이티 애설턴, 케리 엘위스 등이 출연하였다.
2018년 12월 소니 픽처스가 가제목 "Shrine" 하에 제임스 허버트의 동명 소설을 각색해 영화를 제작한다고 발표되었다. 출연진은 2018년부터 2020년 사이 발표되었다가 2020년 3월 14일 COVID-19 팬더믹으로 인해 촬영이 일시 중단되었다.
더 언홀리는 2021년 4월 2일 소니 픽처스 릴리싱을 통해 미국에서 개봉하였다.

## 출연
- 제프리 딘 모건 - 제럴드 "제리" 펜 역
- 크리킷 브라운 - 앨리스 패짓 역
- 윌리엄 새들러 - 윌리엄 헤이건 신부 역
- 케이티 애설턴 - 내털리 게이츠 역
- 케리 엘위스 - 제임스 가일스 주교 역
- 디오구 모르가두 - 몬시뇰 델가드 역
- 크리스틴 애덤스 - 모니카 슬레이드 역